# Bunium chaerophylloides
Bunium chaerophylloides là một loài thực vật có hoa trong họ Hoa tán. Loài này được (Regel & Schmalh.) Drude mô tả khoa học đầu tiên năm 1898.